# 空军杰出服役勋章
空军杰出服役勋章（英語：Air Force Distinguished Service Medal）是一种授予美国空军成员的勋章，创立于1960年。该勋章相当于美国陆军的陆军杰出服役勋章和美国海军的海军杰出服役勋章。设立空军杰出服役勋章的目的是为了取代之前授予新生的美国空军成员的陆军杰出服役勋章。
直到1955年时，空军的杰出服役勋章的名称都和陆军的相同（Distinguished Service Medal (Air Force)），在朝鲜战争之后，其才改名为空军杰出服役勋章。
空军杰出服役勋章用于授予那些在服役期间，身处责任重大的岗位上且为美国政府作出了杰出贡献的美国空军成员。这里的“责任重大”（great responsibility）指的是资深的军事岗位，通常此勋章只授予空军少将以上的军衔，但在军官退休时此标准会适当放宽。近年来，在空军准将或美国空军总军士长退役时，也会获颁空军杰出服役勋章。
该勋章授予给将官或空军总军士长之外的个人的次数极少，几近不可考。但阿波罗11号的宇航员巴兹·奥尔德林在以上校军阶退役时，获颁了空军杰出服役勋章。

## 历史
空军杰出服役勋章由美国国会于1960年7月6日批准设立。勋章由纹章研究所（Institute of Heraldry）的弗兰克·阿尔斯顿（Frank Alston）设计。

## 外观
正 面： 相对于美国军队其他兵种的杰出服役勋章的设计，空军杰出服役勋章采用了极具有视觉冲击力的日芒造型。勋章正面中央是一块蓝色圆形的宝石，在周围环绕着十三 道芒线，芒线之间是十三枚白色珐琅质五星。勋章背面无装饰，可用来刻字。勋章主体和绶带之间用象征着空军的翼状横条连接起来。中央的蓝色宝石象征着天空， 十三颗星星象征着美国独立时的十三州和受勋人所作出的诸多贡献，芒线代表着伴随着贡献所带来的荣耀。
绶带：绶带中央是白色，在两旁的金色条带之上则各有一道蓝色条带。
有一枚以上的空军杰出服役勋章时，在绶带或勋表上加缀橡叶束。
Herbert J. Carlisle，1957年－）[1]，美國空軍上將，綽號「鷹」（Hawk）